# Винни (волость)
Ви́нни (эст. Vinni vald) — волость в Эстонии, в составе уезда Ляэне-Вирумаа.

## География
Расположена в восточной части уезда Ляэне-Вирумаа. Площадь волости — 1 012,93 км2. Административный центр — посёлок Паюсти.

## История
Волость Винни с давних лет была известна как приход Виру-Яагупи. Знаки о старейшем поселении на этих землях относятся к 6—7-му столетиям. Деревни основывались преимущественно в 14-м столетии. В границах прихода велось несколько войн, самая известная из них — Северная война, последнее сражение которой состоялось на территории между Винни и Паюсти. К 1726 году в приходе было 9 мыз, время их основания относится к 15—16-му столетиям. В 20-м столетии названия многих мыз изменились, была также основана церковная мыза.
Постановлением Президиума Верховного Совета Эстонской Республики от 23 октября 1990 года с 1 ноября 1990 года волость Винни получила статус самоуправления.
Новая волость, также получившая название Винни, была создана 29 декабря 2016 года в результате административно-территориальной реформы путём объединения волостей Лаеквере, Рягавере и Винни. Соответствующее постановление Правительства Эстонии вступило в силу в 2017 году после объявления итогов выборов в волостное собрание Винни.
Старейшина волости — Рауно Вырно (Rauno Võrno), председатель волостного собрания — Меэлис Майне (Meelis Maine). Региональные центры обслуживания находятся в деревне Ульви, посёлках Лаэквере, Туду, Роэла и Виру-Яагупи.

## Символика
Символикой волости Винни является символика упразднённой волости Винни.
Герб: на серебристом щите вверху зелёный треугольник с серебристой крестовидной звездой в центре, внизу пара скрещённых у основания черешка зелёных дубовых листьев с желудями.
Флаг: на зелёном поле две синие полосы. Соотношение ширины и длины флага 2:3, нормальный размер 100 x 150 см.
Дубовые листья символизируют одну из самых больших дубрав Эстонии, жёлуди — плодородие. Серебристый цвет символизирует чистоту и надежду, зелёный — близость к природе и молодость. Символика была принята в использование 13 октября 1995 года.

## Населённые пункты
Волость включает в себя 6 посёлков и 70 деревень.

Посёлки: Винни, Виру-Яагупи, Лаэквере, Паюсти, Роэла, Туду.

Деревни: Аарла, Аасувялья, Алавере, Алеквере, Аллика, Ангузе, Аравузе, Аруксе, Арукюла, Арувялья, Вана-Винни, Веадла, Веневере, Ветику, Виру-Кабала, Вооре, Выху, Илиствере, Инью, Каазиксааре, Кадила, Какумяэ, Каннастику, Канткюла, Каркузе, Кауквере, Кехала, Келлавере, Коэравере, Кулина, Кырма, Кюти, Лави, Лепику, Луузика, Ляхтсе, Мийла, Моора, Мууга, Мыдрику, Мыэдаку, Мяэтагузе, Мянниквялья, Нурксе, Нурмету, Ныммизе, Обья, Паасвере, Паду, Палази, Пийра, Пука, Пылула, Рахкла, Раякюла, Разивере, Ристикюла, Роху, Рюнга, Саара, Саэ, Салутагузе, Сиревере, Соонука, Соотагузе, Суйгу, Таммику, Ульясте, Ульви.

## Статистика
Данные Департамента статистики о волости Винни:
Число жителей на 1 января каждого года:
| Год     | 2015 | 2016   | 2017   | 2018   | 2019   | 2020   | 2021   | 2022   |
| ------- | ---- | ------ | ------ | ------ | ------ | ------ | ------ | ------ |
| Человек | 7118 | ↘ 7022 | ↘ 6943 | ↘ 6812 | ↗ 6834 | ↗ 6849 | ↘ 6788 | ↘ 6683 |

Число рождений:
| Год           | 2016 | 2017 | 2018 | 2019 | 2020 |
| ------------- | ---- | ---- | ---- | ---- | ---- |
| Живорождённых | 56   | ↗ 68 | ↘ 94 | ↗ 98 | ↘ 72 |

Число смертей:
| Год     | 2016 | 2017 | 2018 | 2019  |
| ------- | ---- | ---- | ---- | ----- |
| Умерших | 101  | ↘ 96 | ↘ 82 | ↗ 105 |

Зарегистрированные безработные:
| Год     | 2015 | 2016  | 2017  | 2018  | 2019  | 2021 (август) |
| ------- | ---- | ----- | ----- | ----- | ----- | ------------- |
| Человек | 109  | ↗ 135 | ↗ 136 | ↗ 162 | ↗ 164 | ↗ 215         |

Средняя брутто-зарплата работника:
| Год  | 2015   | 2016     | 2017     | 2018       | 2020       |
| ---- | ------ | -------- | -------- | ---------- | ---------- |
| Евро | 869,47 | ↗ 930,50 | ↗ 996,00 | ↗ 1 047,31 | ↗ 1 178,00 |

Число учеников в школах:
| Год     | 2015 | 2016  | 2017  | 2018  |
| ------- | ---- | ----- | ----- | ----- |
| Человек | 613  | ↗ 622 | ↗ 633 | ↘ 631 |

## Инфраструктура

### Образование
В волости работают следующие образовательные учреждения: гимназия Винни-Паюсти в Винни, основная школа-детский сад имени Фердинанда фон Врангеля в Роэла, школа Туду, школа Мууга-Лаэквере в посёлке Лаэквере и школа Пылула, 7 детских садов (включая при школах). В волости есть 8 библиотек.

### Медицина и социальное обслуживание
Медицинские учреждения волости: Центр здоровья Винни, Центр семейных врачей Рягавере, кабинет семейного врача в Лаэквере, три отдельных стоматологических кабинета в Ульви, Паюсти и Лаэквере. Работают 2 аптеки (в Винни и Лаэквере).
Учреждения, оказывающие услуги по уходу и прочие услуги социального обеспечения: «Таммику Коду» в Обья, «Ульви Коду» в Ульви, «Винни Перекоду» в Винни, Дневной центр Винни. Есть организация, оказывающая услуги социального транспорта для жителей волости; в 2019 году размер собственного участия составлял 0,20 центов за километр.

### Культура, спорт и досуг
Спортивные клубы:
- Лыжный клуб «Альпи» (Alpi suusaklubi),
- Эстонский Союз Сумо (Eesti Sumoliit),
- Недоходное общество «Кехала» (Kehala Mittetulundusühing),
- Кросс-клуб грузовых машин (MTÜ Veoauto Krossiklubi),
- Спортклуб «Роэла» (Roela Spordiklubi),
- Спортклуб «Сакура» (Sakura Spordiklubi),
- Винниский спортклуб «Таммед» (Vinni Spordiklubi «Tammed»),
- Недоходное общество «Клуб конного спорта Вирумаа» (MTÜ Virumaa Ratsaspordi Klubi),
- Спортклуб Мууга (Muuga Spordiklubi),
- Охотничий тир в Лаэквере (Laekvere jahilasketiir).

Спортивные объекты:
- спорткомплекс Винни. Имеет спортзал размером 18×36 м, дзюдо-зал (Baruto dojo), атлетический зал и бассейн с 4 дорожками длиной 25 метров. В комплексе также есть хостель, помещение для семинаров, солярий, сауны и кафе;
- спортивное здание Мууга. Рядом расположены площадка для пляжного волейбола и полноразмерная мультифункциональная площадка для баскетбола и волейбола;
- стадион гимназии Винни-Паюсти;
- стадион школы Лаэквере с 250-метровым беговым кругом и футбольной площадкой. Рядом со стадионом асфальтированная полноразмерная баскетбольная площадка и волейбольная площадка с гравийным покрытием;
- волейбольная площадка в парке Веневере;
- гимназический зал школы Туду, рядом с ним спортивная площадка и площадка для волейбола;
- площадки для диск-гольфа в Келлавере, Винни-Паюсти и на базе отдыха в Мыэдаку.

Клубы и Народные дома, в которых работают различные кружки по интересам для детей и взрослых, музыкальные ансамбли, танцевальные группы, драматические кружки (в частности, Cельский театр «Ээди» (Külateater Eedi)), хоры, кружки рукоделия, различные клубы для пенсионеров:
- клуб Паюсти (Pajusti Klubi);
- Народный дом Туду (Tudu Rahvamaja);
- Народный дом Роэла (Roela Rahvamaja);
- Клуб «Ульви» (Ulvi Klubi)
- Народный дом Лаэквере (Laekvere Rahvamaja);
- Сельский дом Кадила (Kadila Seltsimaja);
- Сельский дом Веневере (Venevere Seltsimaja).

Музеи:
- Волостной музей Винни;
- музей Виру-Яагупи;
- Музей сельскохозяйственных инструментов и комната адмирала Фердинанда фон Врангеля в Роэла;
- школьный музей гимназии Винни- Паюсти;
- школьный музей Пылула;
- комнаты краеведения в Кадила.

Работает Молодёжный совет волости Винни, в задачи которого входит обсуждение вопросов, касающихся молодёжи, и выработка предложений для волостного совета и волостной управы, исходя из потребностей и интересов молодёжи.

## Экономика
Крупнейшие работодатели волости по состоянию на 31 декабря 2019 года:
| Предприятие/организация | Вид деятельности                                                                     | Численность работников |
| ----------------------- | ------------------------------------------------------------------------------------ | ---------------------- |
| Управа волости Винни    | Государственное управление                                                           | 147                    |
| Гимназия Винни-Паюсти   | Среднее образование                                                                  | 71                     |
| Школа Мууга-Лаэквере    | Дошкольное образование, основное образование                                         | 45                     |
| Vetiku S. T. OÜ         | Разведение молочного крупного рогатого скота, производство сырого молока             | 30                     |
| Vinimex OÜ              | Свиноводство                                                                         | 28                     |
| Trovador OÜ             | Разведение молочного крупного рогатого скота, производство сырого молока             | 28                     |
| OÜ Eesti Portselan      | Производство технических керамических изделий                                        | 20                     |
| Tammikus OÜ             | Разведение молочного крупного рогатого скота, производство сырого молока             | 20                     |
| Võhu Vein AS            | Производство сидра и прочих плодово-ягодных вин                                      | 19                     |
| Duve AS                 | Деятельность автомобильного грузового транспорта, торговля моторным топливом         | 18                     |
| Restaure OÜ             | Строительство жилых домов и нежилых зданий                                           | 13                     |
| Tender Ehitus OÜ        | Производство сборных деревянных строений                                             | 11                     |
| T.A.K.Ehitus OÜ         | Строительство инженерных коммуникаций для водоснабжения, газоснабжения и канализации | 10                     |

## Достопримечательности
Главными достопримечательностями волости являются:
- мыза Мууга;
- мыза Роэла;
- мыза Кулина;
- мыза Мыдрику;
- мыза Инью;
- мыза Ульви;
- мыза Пылула (сейчас в главном здании мызы работает школа);
- церковь Виру-Яагупи, первое упоминание о ней относится к 1473 году, во время войн неоднократно сжигалась и восстанавливалась, последнее восстановление было в 1878 году; памятник культуры[26];
- церковь Туду — одна из двух сохранившихся деревянных церквей Эстонии;
- памятник погибшим в Первой мировой войне и в Освободительной войне на кладбище Виру-Яагупи;
- семейная могила фон Врангелей на кладбище Виру-Яагупи;
- памятник репрессированным и стена скорби в саду церкви Виру-Яакоби;
- памятник Эдуарду Вильде перед клубом Паюсти;
- памятник репрессированным на кладбище Туду;
- сосна Лаэквере — древнее святое дерево в посёлке Лаэквере (высота 9,5 метра), природоохранный объект;
- природный парк Ульясте;
- наблюдение за медведями в Алутагузе — инновационный проект в природном туризме Эстонии.

## Галерея
- Церковь Виру-Яагупи
- Мыза Инью
- Мыза Кулина
- Мыза Мууга
- Мыза Мыдрику
- Мыза Винни
- Офисное здание в Лаэквере
- Пожарная часть Лаэквере
(памятник культуры)